# Albert William Herre
Albert William Christian Theodore Herre fue un ictiólogo, ecólogo, micólogo y liquenólogo estadounidense nacido en Toledo, Ohio el 16 de septiembre de 1868 y fallecido en Santa Cruz, California el 16 de enero de 1962.
Licenciado en Botánica y en Ictiología en la Universidad de Stanford en 1903. Trabajó en el Departamento de biología de la Universidad de Nevada de 1909 a 1910, luego en la High School de Oakland de 1910 a 1912. Posteriormente, en una Escuela del Estado de Washington de 1912 a 1915. Y dirigió el Departamento de Ciencias de la Escuela Normal de Washington de 1915 a 1919.
Albert W. Herre desarrolló amplios trabajos en ictiología y en taxonomía en las Islas Filipinas colaborando con la Academia de Ciencias de Manila entre 1919 y 1928.

## Trabajos selectos
- Check list of Philippine fishes. U.S. Government Printing Office, Washington. 1953

- Fishes of the Crane Pacific expedition. Field Museum of Natural History, Chicago. 1936

- The fishes of the Herre Philippine expedition of 1931. Gregg, Kentfield. 1934

- Fishery resources of the Philippine Islands. Bureau of Print, Manila 1927

- Gobies of the Philippines and the China sea. The Philippine Bureau of Science, Monographic Publications on Fishes. 1925.[4]

- Notes on Philippine Sharks, II. The great white shark, the whale shark, and the cat sharks and their allies in the Philippines. Philippine Journal of Fisheries. 1925.[5]

- Distribution of the true fresh-water fishes in Philippines I: The Philippine Cyprinidae. Philippine Journal of Science. 1924.[6]

- La abreviatura «Herre» se emplea para indicar a Albert William Herre como autoridad en la descripción y clasificación científica de los vegetales.[7]

## Abreviatura (zoología)
La abreviatura Herre  se emplea para indicar a Albert William Herre como autoridad en la descripción y taxonomía en zoología.

## Fuente
- Biografía de la California Academy of Sciences (en inglés)